# Яманы
Яма́ны (чув. Яман) — деревня в Красночетайском районе Чувашской Республики. Входит в состав Староатайского сельского поселения.

## География
Находится в северо-западной части Чувашии на расстоянии приблизительно 19 км на восток от районного центра села Красные Четаи.

## История
Известна с 1859 года, когда здесь было 277 жителей. В 1897 году было учтено 62 двора и 349 жителей, в 1926 — 90 дворов и 467 жителей, в 1939—509 человек, в 1979—361. В 2002 году было 94 двора, в 2010 — 71 домохозяйство. В 1930 году был образован колхоз «Будь готов», в 2010 действовало ООО «Асамат».

## Население
Постоянное население составляло 207 человек (чуваши 100 %) в 2002 году, 149 в 2010.